# Condado de Escambia (Flórida)
O condado de Escambia (em inglês:  Escambia County) é um dos 67 condados do estado americano da Flórida. A sede e cidade mais populosa do condado é Pensacola. Foi fundado em 21 de julho de 1821.

## Geografia
De acordo com o United States Census Bureau, o condado possui uma área de 2 265 km², dos quais 1 700 km² estão cobertos por terra e 565 km² por água.

## Demografia
Segundo o censo nacional de 2010, o condado possui uma população de 297 619 habitantes e uma densidade populacional de 175 hab/km². Possui 136 703 residências, que resulta em uma densidade de 80 residências/km².
Das duas localidades incorporadas no condado, Pensacola é a mais populosa e a mais densamente povoada, com 51 923 habitantes e densidade populacional de 889,4 hab/km². Century é a menos populosa, com 1 698 habitantes. De 2000 para 2010, ambas localidades apresentaram redução de sua população, sendo que Pensacola teve a maior redução, em 8%.